# Pirkko Lepistö
Pirkko Onerva Lepistö, född 16 december 1922 i Helsingfors, död 2005, var en finländsk målare. 
Lepistö studerade 1937–1939 vid Centralskolan för konstflit och 1939–1945 vid Finlands konstakademis skola med Aale Hakava och Aarre Heinonen som lärare. Hon höll utställningar från 1944 och framträdde som en återhållsam naivist med landskap – ofta med figurer – och interiörer, utförda i en dämpad kolorit, som favoritmotiv. 